# Funicolare di Friburgo
La funicolare di Friburgo è una funicolare che collega la città bassa (Neuveville) e i quartieri alti (St-Pierre) di Friburgo in Svizzera.

## Storia
| Head station |

| Non-passenger station/depot on track |

| End station |

La funicolare è stata messa in servizio il 4 febbraio 1899. La sua costruzione si deve in gran parte all'iniziativa di Paul-Alcide Blancpain, direttore del birrificio Cardinal dal 1877. Nata per collegare la città alta a Neuveville, quartiere popolare caratterizzato da edifici industriali e commerciali, la funicolare ha un alto significato storico e socio-culturale.

## Costruzione
Il birraio Paul-Alcide Blancpain (1839-1899), l'ingegnere Ernst Strub (1858-1909) e Monsieur E. Lommel fecero domanda per la concessione nel 1893. L'anno successivo ottennero la concessione, ma la costruzione poté iniziare solo nel 1898. La ditta Von Roll si è occupata della costruzione e dell'installazione delle due carrozze a due assi, ciascuna del peso di 8,2 tonnellate, nel burrone del Grabou, parallele alla grande scalinata che corre lungo le mura della città. L'ingegnere Rodolphe de Weck era responsabile del sito, mentre lo studio di ingegneria Eugène de Vallière & fils era responsabile del serbatoio dell'acqua. Al centro del percorso a binario unico con cremagliera (utilizzata solo per la frenata), l'attraversamento del sistema Abt si trova sul ponte metallico realizzato da Theodor Bell & Cie., di Kriens. Le stazioni originarie furono erette secondo i progetti di Léon Hertling, poi modificati nel 1958 dall'architetto Albert Cuony.

## Funzionamento
L'energia necessaria per i movimenti delle cabine è ricavata dalle acque reflue della città. Si tratta infatti di una funicolare a contrappeso. Le cabine hanno un serbatoio che riempiono collegandosi alla rete fognaria. Il peso extra dovuto a questa quantità di acqua abbassa la cabina e solleva l'altra. Le acque reflue vengono poi immesse nella rete della città bassa.

## Revisioni
Nel 1996 la funicolare è stata messa fuori servizio per due anni, a causa della rottura di un asse. Un secolo dopo, è ancora la ditta Von Roll, ancora in attività, ad occuparsi della revisione completa dell'impianto e questo per 9000 ore di lavoro. Contemporaneamente, le due cabine di legno, da tempo di colore rosso, furono riportate dalla carrozzeria Gangloff al loro colore verde originale.
Dal 6 gennaio all'11 aprile 2014, nell'ambito della legislazione federale sul trasporto a fune, la funicolare viene messa fuori servizio per una revisione della sua installazione e il completo smontaggio dei due veicoli. Questa grande revisione costò 400 000 frachi svizzeri, di cui 220 000 per i due veicoli e il resto per l'infrastruttura.

## Utilizzo
Dal 1901 al 1965 la struttura fu gestita dalla Brasserie Cardinal, prima di essere rilevata dal comune, poi trasferita nel 1970 ai Transports publics fribourgeois. Beneficiaria fino al 1968, la funicolare ha visto la concorrenza di una linea di autobus che collegava Città Bassa a Città Alta, pur rimanendo il mezzo più veloce per questo collegamento. Il record di presenze per un anno risale al 1964, con 630 115 utenti. Vengono effettuati ogni giorno 70 viaggi andata-ritorno e la funicolare è aperta dalle 7 alle 19 da settembre a maggio, dalle 7 alle 20 da giugno ad agosto e dalle 9.30 alle 19 la domenica e nei giorni festivi generali e locali. I Bains de la Motta, aperti dal 1923, contribuiscono in estate ad incrementare l'utilizzo della funicolare.

## Classificazione
È classificata come monumento storico ed è una delle 18 funicolari in servizio nella Svizzera romanda.